# Els fills del sol
Els fills del sol (en gallec: Os fillos do sol) és una pel·lícula de televisió gallegocatalana de 2017 dirigida per Ramón Costafreda i Kiko Ruiz. Es basa en la història real del naixement de la farmacèutica Zeltia, gràcies a la col·laboració entre el científic català Fernando Calvet Prats, Ramón Obella Vidal, un metge i empresari de Compostel·la, i els germans empresaris Xosé i Antonio Fernández. S'ha doblat al català per a TV3.
A la 16a edició dels premis Mestre Mateo, fou nominada a set categories (inclosa la de millor pel·lícula), i van obtenir un únic premi (millor maquillatge i pentinat).

## Personatges
- Pablo Derqui com a Fernando Calvet Prats
- Xosé Barato com a Ramón Obella Vidal
- Vicky Luengo com a Elena
- Tamar Novas com a Nicholas
- Víctor Duplá com a Xosé Fernández
- Xúlio Abonjo com a Antonio Fernández
- Roser Tapias com a Carmela Domènech
- Celso Bugallo com a Ramiro
- Clara Segura com a Antonia Domènech
- Xabier Deive com a Isidro Parga Pondal

## Premis i nominacions

### Premis Mestre Mateo
| Anus       | Categoria                     | Receptor                     | Resultat   |
| ---------- | ----------------------------- | ---------------------------- | ---------- |
| 16ª edició | Millor pel·lícula             | Ramón Costafreda i Kiko Ruiz | Nominada   |
| 16ª edició | Millor direcció de producció  | Ana Míguez i Albert Morera   | Nominada   |
| 16ª edició | Millor direcció artística     | Antonio Pereira              | Nominat    |
| 16ª edició | Millor música original        | Xavi Font                    | Nominat    |
| 16ª edició | Millor fotografia             | Xavier Gil                   | Nominat    |
| 16ª edició | Millor maquillatge i pentinat | Chicha Blanco Vicen Veti     | Guanyadora |
| 16ª edició | Millor disseny de vestuari    | Alicia Dapena i Lola Dapena  | Nominada   |